# La ruota del buio
La ruota del buio (The Wheel of Darkness) è un romanzo di Lincoln Child e Douglas Preston.
È in ordine cronologico, l'ottava avventura che ha per protagonista l'agente dell'FBI Aloysius Pendergast.

## Trama
Nessuno sa quale sia il potere dell'Agozyen, il misterioso manufatto custodito da mille anni nel tempio buddista di Gsalrig Chongg, in Tibet. Nemmeno gli stessi monaci che vegliano sul suo segreto.
Sul forziere in cui è rinchiuso è inciso un oscuro monito:
Se nel sacro dharma non vuoi scatenare di male e dolore un'immonda creatura e la ruota del buio vorticante di tenebra oscura, l'Agozyen non dovrai liberare.
Ma durante l'annuale cerimonia di apertura della stanza segreta del tempio, i monaci scoprono con sgomento che l'Agozyen è sparito. L'agente speciale dell'FBI Aloysius Pendergast, ospite del monastero per completare la propria istruzione nella meditazione e nelle arti marziali, accetta di indagare, e si mette sulle tracce di uno strano viaggiatore probabile autore del furto. La pista serpeggia tra Pechino, Venezia, Londra, per giungere infine al Britannia, la nave da crociera più grande e lussuosa mai costruita. Pendergast e la sua pupilla Constance Greene riescono a salpare all'ultimo momento, ma il viaggio inaugurale dello spettacolare transatlantico si trasforma ben presto in una crociera del terrore…

## Personaggi principali
- Aloysius Pendergast: agente dell'FBI
- Constance Green: pupilla dell'agente speciale

## Edizioni
- Lincoln Child, Douglas Preston, La ruota del buio, Rizzoli, 2007,  p. 496.